# Ceratobasidium calosporum
Ceratobasidium calosporum é uma espécie de fungo pertencente à família Ceratobasidiaceae.